# 住房产权
住房产权（英語：Housing tenure）指具住宅或公寓居住权者对住宅或公寓的财务安排。最常见的住房产权类型是租赁（即由住户将租金支付与房东）和业主自营（即住户拥有自己的住房）。存在混合形式的住房产权。
住房产权的基本形式可以细分，例如自用业主就有可能完全拥有或抵押自身的房屋，而租赁行为的房东则可能是个人、非营利组织（如在住房协会中）或政府机构（如在公营住宅中）。
在人们不愿意提供收入及财富信息的背景下，住房产权是一个有用的收入或财富指标。因此，在用于社会科学研究的社会统计调查中经常会包括住房产权相关问题。